# Herbert H. Lehman
Herbert Henry Lehman né le 28 mars 1878 et décédé le 5 décembre 1963) est un gouverneur et sénateur américain.

## Biographie
Membre du Parti démocrate, de l'État de New-York, il fut le 45e gouverneur de l'État de 1933 à 1942. Il fut ensuite sénateur de 1949 à 1957.